# Wakendorf II
Wakendorf II ist eine Gemeinde im Kreis Segeberg in Schleswig-Holstein.

## Geografie

### Geografische Lage
Das Gemeindegebiet von Wakendorf II liegt in einem ländlich strukturierten Bereich zwischen Henstedt-Ulzburg und Nahe im Naturraum der Barmstedt-Kisdorfer Geest (Haupteinheit Nr. 694) am nördlichen Rand der Oberalsterniederung.

### Nachbargemeinden
Unmittelbar angrenzende Gemeindegebiete von Wakendorf II sind:
| Henstedt-Ulzburg | Kisdorf                                     |         |
|                  | Kompassrose, die auf Nachbargemeinden zeigt | Nahe    |
|                  | Itzstedt                                    | Kayhude |

## Geschichte
Schon in der Jungsteinzeit war die Alsterniederung bei Wakendorf besiedelt. Der Ort wurde 1314 (möglicherweise schon 1299) erstmals urkundlich erwähnt.
Die Bezeichnung Wakendorf II wurde in preußischer Zeit eingeführt, um den Ort von einer 20 Kilometer entfernten weiteren Gemeinde namens Wakendorf zu unterscheiden. Hierbei handelte es sich um eine rein kommunalpolitische Entscheidung ohne historisch gewachsene Bedeutung.
In den 1960er Jahren gab es eine direkte Busverbindung von Wakendorf II über Tangstedt und Glashütte zum U-Bahnhof Ochsenzoll im Norden Hamburgs.
Angesichts der 1970 bevorstehenden Schaffung der Großgemeinde Henstedt-Ulzburg schloss sich Wakendorf 1969 dem Amt Kisdorf an.
Bis 1973 besaß das Dorf ein Bahnbetriebswerk und einen Bahnhof an der Kleinbahn-Strecke Elmshorn – Ulzburg – Bad Oldesloe der Elmshorn-Barmstedt-Oldesloer Eisenbahn.
Eine Bürgerinitiative versuchte durch eine Unterschriftenaktion, die Umbenennung des Ortes in Wakendorf an der Alster zu erreichen. Dieses Begehren wurde von der Kommunalaufsicht des Kreises Segeberg als nicht zulässig gewertet, da die formellen Kriterien nicht eingehalten wurden. Die Gemeindevertretung beschloss am 22. Juni 2006 die Beibehaltung des Namens Wakendorf II.

## Politik

### Gemeindevertretung
Bei der Kommunalwahl am 14. Mai 2023 wurden insgesamt 13 Sitze vergeben. Von diesen erhielt die Wählergemeinschaft Wakendorf II sieben Sitze und die CDU sechs Sitze.

### Wappen
Blasonierung: „Über grünem Schildfuß, darin ein silberner Wellenbalken. In Silber drei 2 : 1 gestellte grüne, jeweils mit einer goldenen Blüte belegte Blätter der Sumpfdotterblume.“

## Verkehr
Wakendorf wird über die schleswig-holsteinische Landesstraße 75 erreicht. Diese zweigt in Nahe von der Bundesstraße 432 ab und führt in Richtung des Ortes Henstedt-Ulzburg. Neben Verbindungen in diese Orte bestehen ebenfalls Straßen nach Tangstedt/Wilstedt und Kisdorferwohld.
Im Öffentlichen Personennahverkehr wird sie einzig durch die VHH-Regionalbuslinie 7141 zwischen Henstedt-Ulzburg und Bad Oldesloe über Nahe und Itzstedt erreicht. Das Gemeindegebiet liegt im Ring C des Hamburger Verkehrsverbundes.

## Persönlichkeiten
- Vincent Voss (* 1972 in Hamburg), Schriftsteller und Kulturwissenschaftler.